# Montefranco
Montefranco là một đô thị ở tỉnh Terni trong vùng Umbria của Ý, có cự ly khoảng 70 km về phía đông nam của Perugia và khoảng 10 km về phía đông bắc của Terni. Tại thời điểm ngày 31 tháng 12 năm 2004, đô thị này có dân số 1.329 người và diện tích là 10,1 km².
Montefranco giáp các đô thị: Arrone, Ferentillo, Spoleto, Terni.